# Freibad Seebach

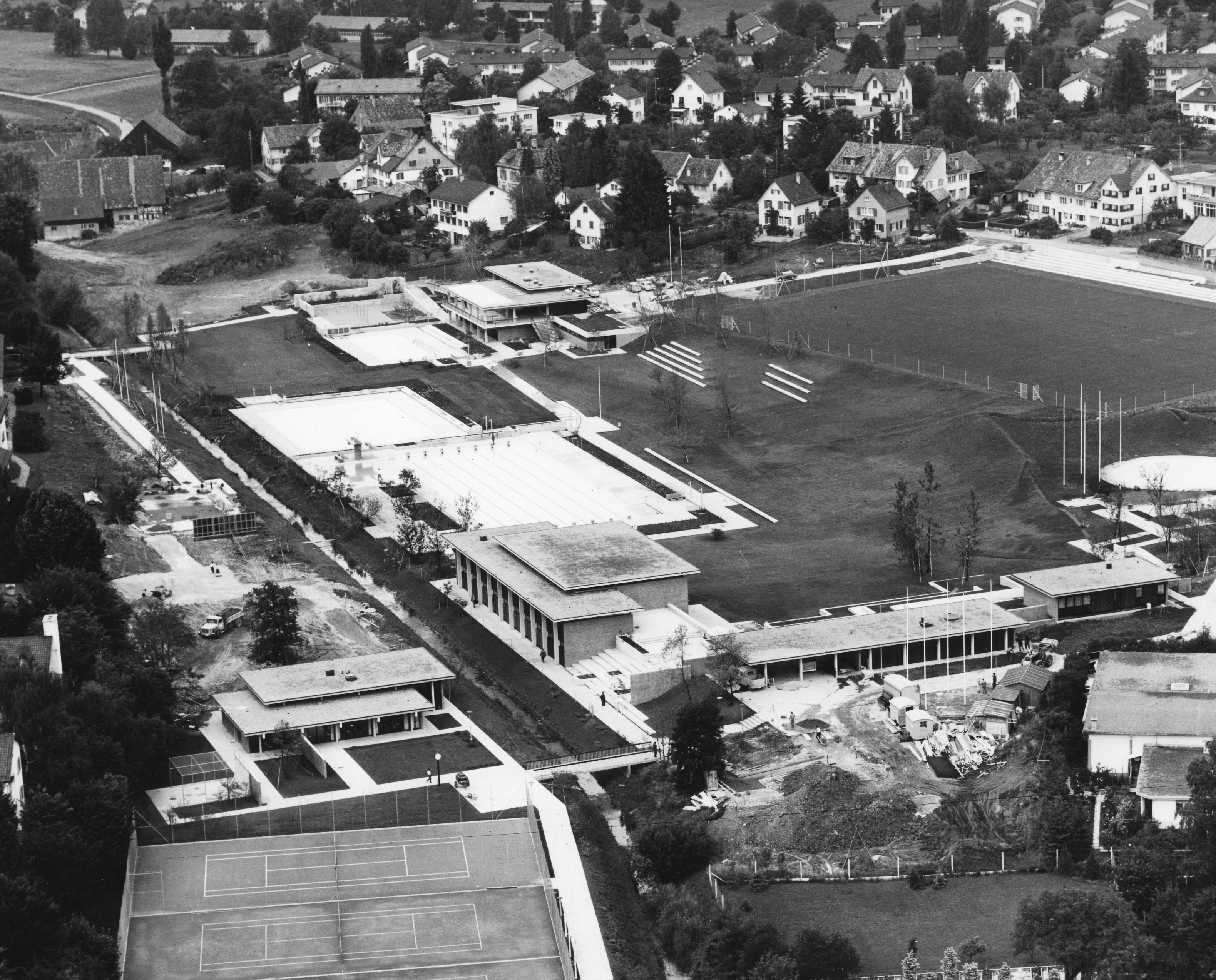
Freibad nach Fertigstellung 1966

Das Freibad Seebach ist ein öffentliches Freibad der Stadt Zürich. Es liegt im Quartier Seebach am Katzenbach nahe der Endhaltestelle der Tramlinie 14.
Das Freibad ist Teil einer grösseren Sport- und Freizeitoase in Seebach, welche als Grünfläche die verdichtete Bebauung in der Umgebung auflockert. In der Nachbarschaft des Freibads sind ein Gemeinschaftszentrum und der Sportplatz Katzenbach angeordnet. Das Freibad bietet ein 50 × 20 m grosses Schwimmbecken, ein 30 × 20 m grosses Nichtschwimmerbecken und einen runden Kinderplanschbereich. Eine 75 m lange Wasserrutsche führt ins Nichtschwimmerbecken.  Die Umkleidekabinen sind in einem zweigeschossigen Gebäude mit Flachdach am Rand des Grundstücks untergebracht.
Seebach erlebte in den 1950er-Jahren einen starken Bevölkerungszuwachs, weshalb in den Jahren 1963 bis 1966 das Freibad gebaut wurde, das der Bevölkerung auch als Ersatz für fehlende Gärten dienen sollte. Die Anlage wurde von den  Architekten Adolf Wasserfallen und Willie Neukom gestaltet. Die Anlage ist typisch für die 1960er-Jahre. Bei den Gebäuden aus Sichtbeton sind die horizontalen betont. Verschiedene Stufen im Gelände unterteilen grossräumige Flächen in verschiedene Bereiche.